# Royal Louis (Schiff, 1762)
Die Royal Louis war ein 116-Kanonen-Linienschiff (Dreidecker) der französischen Marine, das von 1762 bis 1772 in Dienst stand.

## Geschichte

### Entwicklungsgeschichte

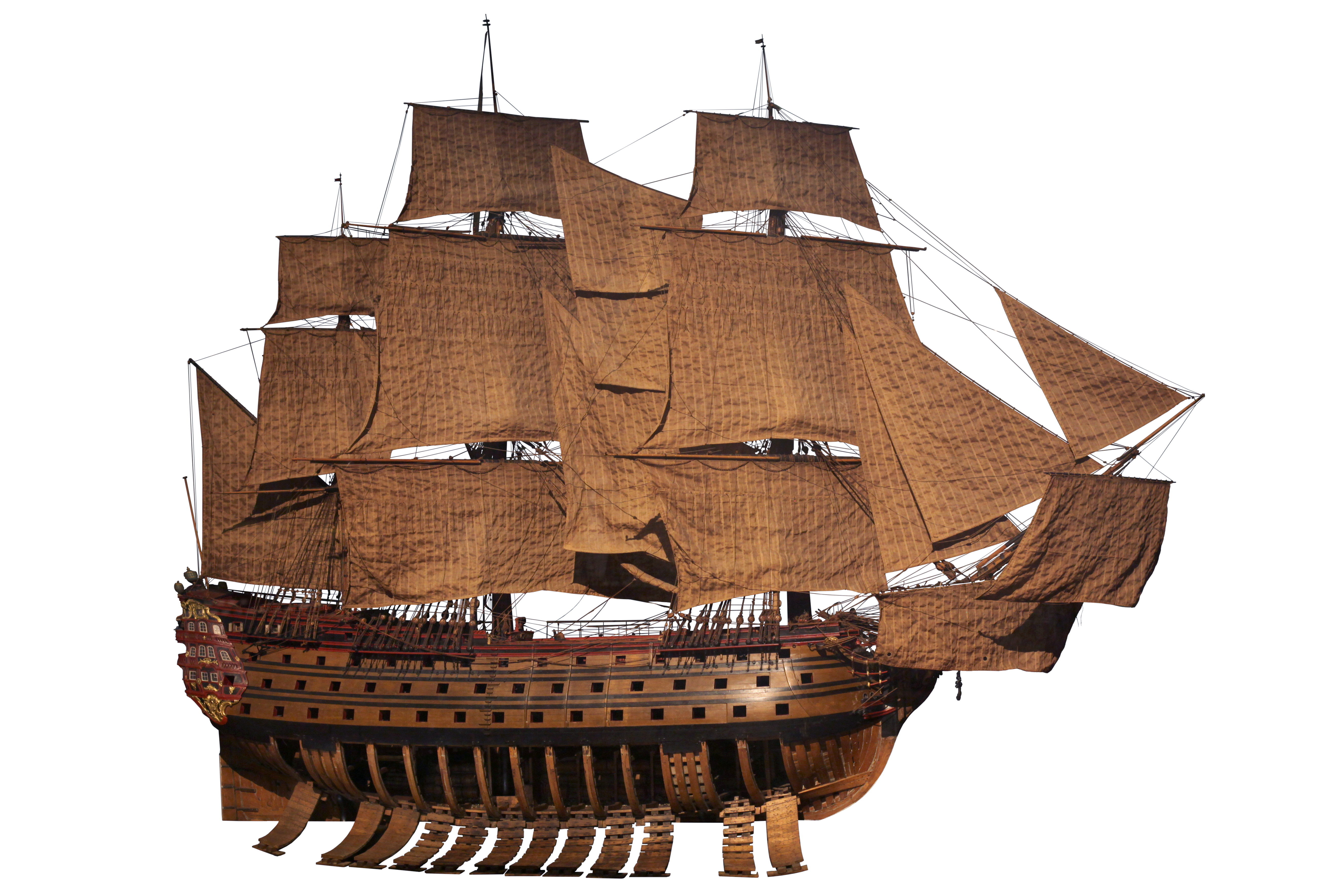
Modell der Sans-Pareil

Im Rahmen des Projektes Sans-Pareil (franz. Furchtlos) plante die französische Marine den Bau von Dreidecker-Linienschiffen, welche den Entwicklungen im Schiffbau Rechnung tragen sollte. Diese Planungen wurden König Ludwig XV. zweimal vorgelegt. Im Jahr 1751 bevorzugte der König als Schiffsnamen Océan und 1757 die Namen Royal Louis, Médiateur, Majestueux und Indomptable. Auf Grund der hohen Kosten wurde nur eines dieser Schiff bewilligt, die anderen drei durch kleinere Linienschiffe ersetzt.

### Bau
Die spätere Royal Louis wurde von dem Marinearchitekten Jacques-Luc Coulomb entworfen und im Juni 1757 unter der Bauaufsicht des Schiffbaumeisters Laurent Coulomb im Marinearsenal von Brest auf Kiel gelegt. Der Stapellauf erfolgte im Mai 1759 und die Indienststellung am 8. Juli 1762.

### Einsatz
Zur Zeit der Indienststellung der Royal Louis war Frankreich im Rahmen des Siebenjährigen Krieges im Konflikt mit Großbritannien, in welchem es einige schwere Niederlagen auf See hinnehmen musste. Um das daher angeschlagene Prestige der französischen Marine wieder zu steigern, plante der Marineminister Étienne-François de Choiseul eine Kampagne gegen die portugiesische Kolonie Brasilien. Was auch an die siegreiche Aktion von René Duguay-Trouin gegen Rio de Janeiro von 1711 erinnern sollte. Hierfür wurde eine Flotte von neun Linienschiffen, darunter die Royal Louis, und zehn Truppentransportern zusammengezogen. Dieser Verband sollte unter dem Kommando von Chef d’escadre Louis-Joseph de Beaussier de l’Isle und Lieutenant-général Charles Henri d’Estaing stehen, wobei d’Estaing auch bereits die Ernennung zum Vizekönig von Brasilien erhalten hatte. Mit der Unterzeichnung eines Präliminarfrieden im Fontainebleau am 24. September 1762 wurden diese Planungen aber hinfällig.
Das Schiff nahm im Laufe seiner weiteren Dienstzeit an keinen Kampfhandlungen teil. Im August 1771 wurde es für eine Inspektion eingedockt. Dabei wurde festgestellt, dass es auf Grund gravierender Schäden nicht see- und damit nicht dienstfähig war. Daher wurde das Schiff im September 1772 außer Dienst gestellt und bis 1773 abgebrochen.

## Technische Beschreibung
Die Royal Louis war als Batterieschiff mit drei durchgehenden Geschützdecks konzipiert und hatte eine Länge von 61,72 Metern (Geschützdeck) bzw. 55,71 Metern (Kiel), eine Breite von 16,73 Metern und einen Tiefgang von 8,34 Metern bei einer Verdrängung von 4.732 Tonnen.
Das Schiff war in der damals üblichen Rahtakelage als Fregattschiff mit drei Masten (Fockmast, Großmast und Kreuzmast) ausgeführt. Die Masten und Rahen bestanden aus Kiefernholz, während das Tauwerk und die Segel aus Hanf bestanden. Ein zweiter Satz, Segel und Tauwerk wurde im Laderaum als Reserve mitgeführt.
Der aus Eichenholz bestehende Rumpf schloss im Heckbereich mit einem Heckspiegel, in den Galerien integriert waren, die in die seitlich angebrachten Seitengalerien mündeten. Diese waren aus Repräsentationsgründen durch zeitspezifische Schnitzereien und Bildhauerarbeiten geschmückt und bestanden aus Ulmen-, Linden-, Pappel- und Nussbaumholz. An der obersten Position des Heckspiegels befanden sich traditionell drei Hecklaternen. Die Beplankung war kraweel ausgeführt, das heißt, die Enden der Planken stießen stumpf aufeinander, so dass eine glatte Außenfläche entstand.
Die Bewaffnung bestand bei Indienststellung aus 116 Kanonen in unterschiedlichen Kalibern, die sich auf die verschiedenen Decks verteilte.
|        | Unteres Batteriedeck | Mittleres Batteriedeck | Oberes Batteriedeck | Backdeck      | Achterdeck     | Kanonen (Geschossgewicht) |
| ------ | -------------------- | ---------------------- | ------------------- | ------------- | -------------- | ------------------------- |
| Design | 32 × 36-Pfünder      | 34 × 24-Pfünder        | 34 × 18-Pfünder     | 6 × 8-Pfünder | 10 × 8-Pfünder | 116 Kanonen (662,783 kg)  |

## Besatzung
Die Besatzung hatte eine Stärke von 1.338 Mann (18 Offiziere und 1.320 Unteroffiziere bzw. Mannschaften).